# Sălciua
Sălciua (in ungherese Szolcsva) è un comune della Romania di 1 672 abitanti, ubicato nel distretto di Alba, nella regione storica della Transilvania.
Il comune è formato da un insieme di 6 villaggi: Dealu Caselor, Dumești, Sălciua de Jos, Sălciua de Sus, Sub Piatră, Valea Largă.
Sălciua si trova nella parte settentrionale della contea, a circa 100 km da Alba Iulia, nella valle del fiume Arieș, lungo la strada statale DN75.
La località viene citata per la prima volta con il nome Zolchwa in un documento del 1365.